# Heydi Rodríguez
Heydi Rodríguez (ur. 24 czerwca 1993 na Kubie) – kubańska siatkarka, występująca na pozycji przyjmującej. Obecnie występuje w drużynie Cienfuegos.